# Дианемы
Дианемы (лат. Dianema) — род пресноводных лучепёрых рыб семейства панцирных сомов.
В роде всего 2 вида сомиков размером 10—15 см, обитающих в бассейне Амазонки в Южной Америке. Населяют тропические воды с температурой +22…+28 °C, жесткостью 2—20 °dH и водородным показателем pH = 5,5—8,0. Пелагические рыбы, плавающие в толще воды, вдали от дна. Плодовитость составляет 300—600 икринок. Содержатся в аквариумах. 

## Классификация
В род дианем включают 2 вида: 
- Dianema longibarbis — Бронзовая дианема
- Dianema urostriatum — Полосатохвостая дианема

У полосатохвостой дианемы хвост с продольными чёрными и белыми полосами, а у бронзовой однотонный, без полос. 